# Carrie Prejean
Treść tego artykułu może nie być zgodna z zasadami neutralnego punktu widzenia.
 Po wyeliminowaniu niedoskonałości należy usunąć szablon {{Dopracować}} z tego artykułu.
Carrie Prejean (ur. 13 maja 1987 w San Diego) – Miss Kalifornii 2009, modelka.

## Życiorys
Wychowywała się i mieszka w Vista w stanie Kalifornia, gdzie uczęszczała do Vista High School. Obecnie studiuje na San Diego Christian College. Jest również wolontariuszką.

## Osiągnięcia i kontrowersje
Była główną pretendentką w wyborach Miss USA 2009. Podczas finału konkursu musiała jednak odpowiedzieć na pytanie znanego w USA homoseksualisty, członka jury - Pereza Hiltona, który chciał wiedzieć czy, jej zdaniem, amerykańskie stany powinny zalegalizować małżeństwa osób tej samej płci.
Prejean, ku zaskoczeniu pytającego, odpowiedziała, że jest za małżeństwem jako związkiem kobiety i mężczyzny. Przyznała też, że jej poglądy są powszechne w jej rodzinie jak i samych Stanach Zjednoczonych. Ta odpowiedź Prejean wywołała dyskusję w amerykańskich mediach, jednak przysporzyła jej dużą popularność wśród zwyczajnych obywateli USA.
Przegraną w wyborach zawdzięcza sprzeciwowi Pereza Hiltona, który dodatkowo na swoim blogu zwyzywał ją w różnoraki sposób, nazywając m.in. "głupią suką".
Prejean oświadczyła jednak:
Wiem, że kosztowało mnie to koronę. Powiedziałam jednak to, w co wierzę i co jest prawdziwe. Wpojono mi, żeby nigdy nie iść na kompromis z własnymi przekonaniami. Myślę, że to pytanie było testem, któremu poddał mnie Bóg. To był test mojego charakteru i mojej wiary. Czuję się jak prawdziwa zwyciężczyni.
Następnie Prejean została pozbawiona korony Miss Kalifornii, a powodem tego miało być rzekome złamanie umowy przez Carrie jakoby ta nie występowała publicznie, ta z kolei zaprzecza tym informacjom i podejrzewa, że jest to kolejna konsekwencja za wyrażenie własnego zdania na temat natury małżeństwa.